# 용선 (해사법)
용선(chartering)은 선주가 선박의 사용을 용선자에게 고용하는 해운 산업 내 활동이다. 당사자 간의 계약을 용선 계약(프랑스어: Charte Partie 'parted document'에서 유래)이라고 한다. 용선의 세 가지 주요 유형은 나용선(demise charter), 항해용선(voyage charter) 및 기간용선(time charter)이다.

## 용선자
경우에 따라 용선자(charterer)는 화물을 소유하고 선박 중개인을 고용하여 특정 가격, 즉 운임으로 화물을 배송할 선박을 찾을 수 있다. 운임은 특정 경로(예: 브라질과 중국 간의 철광석)에 대해 월드스케일 포인트(유조선의 경우)에 대해 톤당 기준으로 책정될 수 있다. 또는 합의된 계약 기간 동안 하루 총 금액(일반적으로 미국 달러)으로 표시할 수도 있다.
용선자는 또한 선주로부터 특정 기간 동안 선박을 용선한 다음 해당 선박을 거래하여 임대율보다 높은 수익으로 화물을 운송하거나 상승하는 시장에서 다시 임대하여 수익을 올리는 화물 없는 당사자일 수도 있다. 이는 다른 용선업체로 배송됨으로써 이루어진다.
선박 유형과 용선 유형에 따라 일반적으로 용선 계약이라 불리는 표준 계약서를 사용하여 선주와 용선자 간에 합의된 정확한 요율, 기간 및 조건을 기록한다.
정기용선 등가물은 표준 해운업 실적 측정치이며, 용선 유형 혼합의 변화에도 불구하고 해운회사 실적의 기간별 변화를 비교하는 데 주로 사용된다.